# Osteroratorium (Stenov)
Auferstehung op. 73 ist ein synoptisches Osteroratorium für Soli, gemischten Chor und Orchester von Michael Stenov.

## Werkgeschichte
1997 erstellte Michael Stenov ohne musikalische Absicht, allein aus Interesse an der HL. Schrift, eine Synopse aus allen vier Evangelien, um damit eine einheitliche Lebens- und Wirkungsgeschichte Jesu zu erhalten (Evangelienharmonie). Er kam zu dem Schluss, dass sowohl die Weihnachtsgeschichte als auch die Geschichte der Auferstehung in der Ausführlichkeit eines synoptisch zusammengesetzten Evangelientextes bisher noch nie vertont worden sei. Nachdem Stenov 2011 mit dem Weihnachtsoratorium den ersten Schritt der Umsetzung gesetzt hatte, folgten die Vorarbeiten für das Osteroratorium.
In der Zeit vom 23. Mai bis 19. Juni 2017 vertonte Stenov den aus 100 Nummern bestehenden Text.
Am 5. Mai 2018, also noch vor der Welturaufführung, wurde das Werk zur Herstellung von Bild- und Tonträgern am Ort der Uraufführung aufgezeichnet.
Die Welturaufführung fand dann am 10. Mai 2018 im Rahmen einer Benefizveranstaltung für „Kirche in Not“ in der Pfarrkirche St. Peter in Linz/Spallerhof statt. Bereits vor der Uraufführung erhielt der Komponist für das Werk die Auszeichnung „Honourable Mention“ beim 3. Internationalen Ravel-Kompositionswettbewerb in der Kategorie C.

## Das Werk

### Besetzung der Uraufführung
Solisten:
- Martina Landl – Maria von Magdala (Sopran)
- Katerina Beranova und Valentina Kutzarova – 2 Frauen (Sopran und Mezzosopran)
- Claus Durstewitz – Evangelist (Tenor)
- Alexander Gallee – 1. Engel (Tenor)
- Michael Mayrhofer – 1. Emmausjünger, 2. Engel (Tenor)
- Hans Otmar Pum – Thomas, Johannes (Tenor)
- Tomaz Kovacic – Jesus (Bariton)
- Franz Binder – Petrus (Bass)
- Gerald Aigner – Pilatus (Bass)
- Michael Schnee – Kleopas (Bass)

Chor:
- Vier- bis sechsstimmiger gemischter Chor (SATB)
- Vier- bis sechsstimmiger Männerchor

Orchester:
2 Trompeten, Pauken, 2 Oboen (2 Englischhörner), 2 Fagotte (Kontrafagott), Violinen I, Violinen II, 2 Bratschen, Violoncello, Kontrabass, Orgelcontinuo gespielt von Andreas Schnee.

### Werkbeschreibung
Um eine leichtere Aufführbarkeit zu gewährleisten, hat Stenov die Orchesterbesetzung verglichen mit seinem Weihnachtsoratorium deutlich verkleinert. Neben den Streichern und der Orgel gibt es nur zwei Trompeten und Pauken, zwei Oboen (Englischhörner), die nur abwechselnd gespielt werden, und zwei Fagotte, von denen ein Musiker auch das Kontrafagott spielt.
Das Oratorium mit einer Gesamtlänge von etwa 110 Minuten sollte möglichst als Ganzes oder – wenn nötig – in zwei Teilen mit einer Pause nach dem Choral Nr. 53 zur Aufführung gelangen. Es ist vorgesehen, dass die Konzertbesucher bei den Chorälen mitsingen.
Das Werk umfasst 100 einzelne Nummern in 9 Abschnitten und ist in Chöre, Solostücke, Ensembles, Rezitative und Choräle gegliedert, deren Texte sich – ähnlich wie beim Weihnachtsoratorium – weitgehend an den Bibeltexten orientieren, wobei musikalische Symbolik unüberhörbar ist. Der Einschub der Chöre und Choräle an geeignete Stellen ergibt ein abwechslungsreiches und buntes Bild. Den handelnden Personen sind bestimmte Instrumente zugeordnet und Instrumentation, Klangfarben und Tonarten sind auf die Charaktere der Personen beziehungsweise der Textpassagen abgestimmt. So wird etwa Jesus von Streichquintett und Orgel, der Evangelist von Violoncello und Orgel, oder Maria von Magdala von Oboen, Fagott und Orgel begleitet.

#### Inhalt
| Nr.                                    | Form                                | Tonart | Takt               | Textbeginn                                                                        | Instrumentation                                                     | Quelle                                         |
| -------------------------------------- | ----------------------------------- | ------ | ------------------ | --------------------------------------------------------------------------------- | ------------------------------------------------------------------- | ---------------------------------------------- |
| 1 – AUFERSTEHUNG                       |                                     |        |                    |                                                                                   |                                                                     |                                                |
| 1                                      | Chor                                | D-Dur  | 3/2                | Ich bin die Auferstehung und das Leben                                            | Chor, Orchester                                                     | Text: Joh 11,25                                |
| 2                                      | Evangelist                          | d-Moll | 4/4                | Am Tag nach der Kreuzigung gingen die Hohenpriester und die Pharisäer             | Tenor, Violoncello, Orgel                                           | Text: Mt 27,62                                 |
| 3                                      | Chor der Hohepriester und Pharisäer | g-Moll | 4/4                | Herr, es fiel uns ein, dass dieser Betrüger behauptet hat                         | Männerchor, Englischhörner, Fagotte, Violoncello, Kontrabass, Orgel | Text: Mt 27,63                                 |
| 4                                      | Pilatus                             | D-Dur  | 3/4, 4/4           | Ihr sollt eine Wache haben                                                        | Bass, Trompeten, Pauken, Fagott, Kontrafagott, Orgel                | Text: Mt 27,65                                 |
| 5                                      | Evangelist                          | d-Moll | 4/4                | Darauf gingen sie, um das Grab zu sichern                                         | Tenor, Orchester                                                    | Text: Mt 27,66                                 |
| 6                                      | Choral                              | a-Moll | 2/2                | Christ ist erstanden                                                              | Chor, Orchester                                                     | Text: Salzburg, 1160/1433                      |
| 2 – DIE DREI FRAUEN AM LEEREN GRAB     |                                     |        |                    |                                                                                   |                                                                     |                                                |
| 7                                      | Evangelist                          | a-Moll | 4/4                | Am ersten Tag der Woche, als der Sabbat vorüber war                               | Tenor, Violoncello, Orgel                                           | Text: Mk 16,2                                  |
| 8                                      | Drei Frauen                         | d-Moll | 4/4                | Wer wird uns den Stein vom Eingang des Grabes wegwälzen?                          | Sopran, Mezzosopran, Alt, Violoncello, Orgel                        | Text: Mk 16,3                                  |
| 9                                      | Evangelist                          | C-Dur  | 4/4                | Doch als sie hinblickten, sahen sie, dass der Stein schon weggewälzt war          | Tenor, Violoncello, Orgel                                           | Text: Mk 16,4                                  |
| 10                                     | Maria von Magdala                   | c-Moll | 4/4                | Man hat den Herrn aus dem Grab weggenommen                                        | Sopran, Oboen, Fagott, Orgel                                        | Text: Joh 20,2                                 |
| 11                                     | Evangelist                          | F-Dur  | 4/4                | Da gingen Petrus und Johannes hinaus und kamen zum Grab                           | Tenor, Violoncello, Orgel                                           | Text: Joh 20,3                                 |
| 12                                     | Chor                                | d-Moll | 2/2                | Gott gibt ihn nicht der Unterwelt preis                                           | Chor, Orchester                                                     | Text: Apg 2,27                                 |
| 3 – JESUS ERSCHEINT MARIA VON MAGDALA  |                                     |        |                    |                                                                                   |                                                                     |                                                |
| 13                                     | Evangelist                          | d-Moll | 4/4                | Maria von Magdala, aus der er sieben Dämonen ausgetrieben hatte                   | Tenor, Violoncello, Orgel                                           | Text: Mk 16,9                                  |
| 14                                     | Zwei Engel                          | d-Moll | 4/4                | Frau, warum weinst du?                                                            | 2 Tenöre, Trompeten, Orgel                                          | Text: Joh 20,13                                |
| 15                                     | Maria von Magdala                   | d-Moll | 4/4                | Man hat meinen Herrn weggenommen                                                  | Sopran, Oboen, Fagott, Orgel                                        | Text: Joh 20,13                                |
| 16                                     | Zwei Engel                          | D-Dur  | 4/4                | Erschrick nicht!                                                                  | 2 Tenöre, Trompeten, Orgel                                          | Text: Mk 16,6                                  |
| 17                                     | Evangelist                          | d-moll | 4/4                | Als der Engel das gesagt hatte, wandte sie sich um und sah Jesus dastehen         | Tenor, Violoncello, Orgel                                           | Text: Joh 20,14                                |
| 18                                     | Jesus und Maria von Magdala         | d-Moll | 2/2                | Frau, warum weinst du?                                                            | Sopran, Bariton, Oboen, Fagott, Streichquintett, Orgel              | Text: Joh 20,15                                |
| 19                                     | Evangelist                          | d-moll | 4/4                | Sie ging auf ihn zu, warf sich vor ihm nieder                                     | Tenor, Violoncello, Orgel                                           | Text: Mt 28,9                                  |
| 20                                     | Jesus                               | a-Moll | 2/2                | Halte mich nicht fest                                                             | Bariton, Streichquintett, Orgel                                     | Text: Joh 20,17                                |
| 21                                     | Choral                              | D-Dur  | 4/4                | Der Heiland ist erstanden                                                         | Sopran, Mezzosopran, Alt, Chor, Orchester                           | Text: Michael Denis, 1774                      |
| 22                                     | Evangelist                          | G-Dur  | 4/4                | Maria von Magdala ging und berichtete voll Furcht und großer Freude denen         | Tenor, Violoncello, Orgel                                           | Text: Mt 28,8                                  |
| 23                                     | Maria von Magdala                   | C-Dur  | 4/4                | Ich habe den Herrn gesehen                                                        | Sopran, Oboen, Fagott, Orgel                                        | Text: Joh 20,18                                |
| 24                                     | Evangelist                          | C-Dur  | 4/4                | Und sie richtete aus, was er ihr gesagt hatte                                     | Tenor, Violoncello, Orgel                                           | Text: Joh 20,18                                |
| 25                                     | Chor der Hohepriester und Pharisäer | c-Moll | 4/4                | Erzählt den Leuten: Seine Jünger sind bei Nacht gekommen                          | Männerchor, Englischhörner, Fagotte, Violoncello, Kontrabass, Orgel | Text: Mt 28,13                                 |
| 26                                     | Evangelist                          | c-Moll | 4/4                | Die Soldaten nahmen das Geld                                                      | Tenor, Violoncello, Orgel                                           | Text: Mt 28,15                                 |
| 27                                     | Chor                                | G-Dur  | 3/4                | Nun aber ist Christus von den Toten auferweckt worden                             | Chor, Orchester                                                     | Text: 1 Kor 15,20                              |
| 4 – DER WEG NACH EMMAUS                |                                     |        |                    |                                                                                   |                                                                     |                                                |
| 28                                     | Evangelist                          | c-Moll | 4/4                | Am gleichen Tag waren zwei von den Jüngern auf dem Weg in ein Dorf namens Emmaus  | Tenor, Violoncello, Orgel                                           | Text: Lk 24,13                                 |
| 29                                     | Jesus                               | g-Moll | 2/2                | Was sind das für Dinge, über die ihr auf eurem Weg miteinander redet?             | Bariton, Streichquintett, Orgel                                     | Text: Lk 24,17                                 |
| 30                                     | Evangelist                          | d-Moll | 4/4                | Da blieben sie traurig stehen                                                     | Tenor, Violoncello, Orgel                                           | Text: Lk 24,17                                 |
| 31                                     | Kleopas                             | g-Moll | 2/2                | Bist du so fremd in Jerusalem                                                     | Bariton, Bass, Fagott, Streichquintett, Orgel                       | Text: Lk 24,18                                 |
| 32                                     | Jesus                               | g-Moll | 2/2                | Begreift ihr denn nicht?                                                          | Bariton, Streichquintett, Orgel                                     | Text: Lk 24,25                                 |
| 33                                     | Evangelist                          | D-Dur  | 4/4                | Und er legte ihnen dar, ausgehend von Mose und allen Propheten                    | Tenor, Violoncello, Orgel                                           | Text: Lk 24,27                                 |
| 34                                     | Zwei Jünger                         | a-Moll | 2/2                | Bleib doch bei uns; denn es wird bald Abend                                       | Tenor, Bass, Englischhorn, Fagott, Violoncello, Kontrabass, Orgel   | Text: Lk 24,29                                 |
| 35                                     | Choral                              | D-Dur  | 2/2                | „Herr, bleibe bei uns“                                                            | Alt, Chor, Orchester                                                | Text: Lk 24,29                                 |
| 36                                     | Evangelist                          | d-Moll | 4/4                | Da ging er mit hinein, um bei ihnen zu bleiben                                    | Tenor, Violoncello, Orgel                                           | Text: Lk 24,29                                 |
| 37                                     | Zwei Jünger                         | F-Dur  | 4/4                | Brannte uns nicht das Herz in der Brust?                                          | Tenor, Bass, Englischhorn, Fagott, Violoncello, Kontrabass, Orgel   | Text: Lk 24,32                                 |
| 38                                     | Choral                              | F-Dur  | 4/4                | Halleluja lasst uns singen                                                        | Sopran, Mezzosopran, Chor, Orchester                                | Text: Heinrich Bone, 1888                      |
| 5 – JESUS ERSCHEINT DEN APOSTELN       |                                     |        |                    |                                                                                   |                                                                     |                                                |
| 39                                     | Evangelist                          | F-Dur  | 4/4                | Noch in derselben Stunde, am Abend dieses ersten Tages der Woche, brachen sie auf | Tenor, Violoncello, Orgel                                           | Text: Lk 24,33                                 |
| 40                                     | Chor der Apostel                    | G-Dur  | 2/2                | Der Herr ist wirklich auferstanden                                                | Männerchor, Fagott, Kontrafagott, Orgel                             | Text: Lk 24,34                                 |
| 41                                     | Evangelist                          | G-Dur  | 4/4                | Da erzählten auch sie, was sie unterwegs erlebt und wie sie ihn erkannt hatten    | Tenor, Violoncello, Orgel                                           | Text: Lk 24,35                                 |
| 42                                     | Jesus                               | D-Dur  | 2/2                | Seid gegrüßt! Friede sei mit euch!                                                | Bariton, Streichquintett, Orgel                                     | Text: Lk 24,36                                 |
| 43                                     | Evangelist                          | g-Moll | 4/4                | Sie erschraken und hatten große Angst                                             | Tenor, Violoncello, Orgel                                           | Text: Lk 24,37                                 |
| 44                                     | Jesus                               | g-Moll | 4/4                | Was seid ihr so bestürzt?                                                         | Bariton, Streichquintett, Orgel                                     | Text: Lk 24,38                                 |
| 45                                     | Evangelist                          | C-Dur  | 4/4                | Bei diesen Worten zeigte er ihnen seine Hände und Füße und seine Seite            | Tenor, Violoncello, Orgel                                           | Text: Lk 24,40                                 |
| 46                                     | Jesus                               | a-Moll | 2/2                | Habt ihr etwas zu essen hier?                                                     | Bariton, Streichquintett, Orge                                      | Text: Lk 24,41                                 |
| 47                                     | Evangelist                          | a-Moll | 4/4                | Sie gaben ihm ein Stück gebratenen Fisch                                          | Tenor, Violoncello, Orgel                                           | Text: Lk 24,42                                 |
| 48                                     | Jesus                               | A-Dur  | 2/2                | Friede sei mit euch!                                                              | Bariton, Streichquintett, Orge                                      | Text: Joh 20,21                                |
| 49                                     | Evangelist                          | a-Moll | 4/4                | Nachdem er das gesagt hatte, hauchte er sie an                                    | Tenor, Violoncello, Orgel                                           | Text: Joh 20,22                                |
| 50                                     | Jesus                               | F-Dur  | 2/2                | Empfangt den Heiligen Geist!                                                      | Bariton, Streichquintett, Orge                                      | Text:Joh 20,22                                 |
| 51                                     | Evangelist                          | d-Moll | 4/4                | Darauf öffnete er ihnen die Augen für das Verständnis der Schrift                 | Tenor, Violoncello, Orgel                                           | Text: Lk 24,45                                 |
| 52                                     | Jesus                               | d-moll | 2/2                | So steht es in der Schrift:                                                       | Bariton, Streichquintett, Orge                                      | Text: Lk 24,46                                 |
| 53                                     | Choral                              | D-Dur  | 3/4                | Wir wollen alle fröhlich sein                                                     | Sopran, Mezzosopran, Alt, Chor, Orchester                           | Text: Lüneburg, 1380                           |
| 6 – JESUS ERSCHEINT THOMAS             |                                     |        |                    |                                                                                   |                                                                     |                                                |
| 54                                     | Evangelist                          | d-Moll | 4/4                | Thomas, genannt Didymus (Zwilling), einer der Zwölf, war nicht bei ihnen          | Tenor, Violoncello, Orgel                                           | Text: Joh 20,24                                |
| 55                                     | Chor der Apostel                    | F-Dur  | 2/2                | Wir haben den Herrn gesehen                                                       | Männerchor, Fagott, Kontrafagott, Orge                              | Text: Joh 20,25                                |
| 56                                     | Thomas                              | f-Moll | 4/4                | Wenn ich nicht die Male der Nägel an seinen Händen sehe                           | Tenor, Englischhörner, Fagott, Kontrafagott, Orge                   | Text: Joh 20,25                                |
| 57                                     | Evangelist                          | C-Dur  | 4/4                | Acht Tage darauf waren seine Jünger wieder versammelt                             | Tenor, Violoncello, Orgel                                           | Text: Joh 20,26                                |
| 58                                     | Jesus und Evangelist                | C-Dur  | 2/2                | Friede sei mit euch!                                                              | Tenor, Bariton, Streichquintett, Orge                               | Text: Joh 20,26                                |
| 59                                     | Thomas                              | C-Dur  | 2/2                | Mein Herr und mein Gott!                                                          | Tenor, Englischhörner, Fagott, Kontrafagott, Orge                   | Text: Joh 20,28                                |
| 60                                     | Choral                              | a-Moll | 3/4                | Halleluja, Halleluja, Halleluja!                                                  | Sopran, Mezzosopran, Chor, Orchester                                | Text: Michael Stenov, 2017                     |
| 61                                     | Jesus                               | F-Dur  | 2/2                | Weil du mich gesehen hast, glaubst du                                             | Bariton, Streichquintett, Orgel                                     | Text: Joh 20,29                                |
| 62                                     | Chor                                | f-Moll | 4/4                | Was gesät wird, ist vergänglich                                                   | Chor, Orchester                                                     | Text: 1 Kor 15,44                              |
| 7 – JESUS ERSCHEINT DEN JÜNGERN AM SEE |                                     |        |                    |                                                                                   |                                                                     |                                                |
| 63                                     | Evangelist                          | F-Dur  | 4/4                | Danach offenbarte sich Jesus den Jüngern noch einmal                              | Tenor, Violoncello, Orgel                                           | Text: Joh 21,1                                 |
| 64                                     | Petrus                              | d-Moll | 4/4                | Ich gehe fischen                                                                  | Bass, Fagotte, Kontrabass, Orge                                     | Text: Joh 21,3                                 |
| 65                                     | Chor der Apostel                    | d-Moll | 4/4                | Wir kommen auch mit                                                               | Männerchor, Fagott, Kontrafagott, Orge                              | Text: Joh 21,3                                 |
| 66                                     | Evangelist                          | d-moll | 4/4                | Sie gingen hinaus und stiegen in das Boot                                         | Tenor, Violoncello, Orgel                                           | Text: Joh 21,3                                 |
| 67                                     | Jesus                               | g-Moll | 4/4                | Meine Kinder, habt ihr nicht etwas zu essen?                                      | Bariton, Streichquintett, Orgel                                     | Text: Joh 21,5                                 |
| 68                                     | Chor der Apostel                    | g-Moll | 4/4                | Nein, wir haben nichts gefangen                                                   | Männerchor, Fagott, Kontrafagott, Orgel                             | Text: Joh 21,5                                 |
| 69                                     | Jesus                               | D-Dur  | 4/4                | Werft das Netz auf der rechten Seite des Bootes aus, und ihr werdet etwas fangen  | Bariton, Streichquintett, Orgel                                     | Text: Joh 21,6                                 |
| 70                                     | Evangelist                          | G-Dur  | 4/4                | Sie warfen das Netz aus und konnten es nicht wieder einholen                      | Tenor, Violoncello, Orgel                                           | Text: Joh 21,6                                 |
| 71                                     | Johannes                            | C-Dur  | 4/4                | Es ist der Herr!                                                                  | Tenor, 2 Violen, Violoncello, Orgel                                 | Text: Joh 21,7                                 |
| 72                                     | Evangelist                          | C-Dur  | 4/4                | Als Simon Petrus hörte, dass es der Herr sei                                      | Tenor, Violoncello, Orgel                                           | Text: Joh 21,7                                 |
| 73                                     | Jesus                               | a-Moll | 4/4                | Bringt von den Fischen, die ihr gerade gefangen habt                              | Bariton, Streichquintett, Orgel                                     | Text: Joh 21,10                                |
| 74                                     | Evangelist                          | e-Moll | 4/4                | Da ging Simon Petrus und zog das Netz an Land                                     | Tenor, Violoncello, Orgel                                           | Text: Joh 21,11                                |
| 75                                     | Jesus                               | G-Dur  | 2/2                | Kommt her und esst!                                                               | Bariton, Streichquintett, Orgel                                     | Text: Joh 21,12                                |
| 76                                     | Evangelist                          | G-Dur  | 4/4                | Keiner von den Jüngern wagte ihn zu fragen: Wer bist du?                          | Tenor, Violoncello, Orgel                                           | Text: Joh 21,12                                |
| 77                                     | Chor                                | a-Moll | 2/2                | Noch viele andere Zeichen, die in diesem Buch nicht aufgeschrieben sind           | Chor, Orchester                                                     | Text: Joh 20,30                                |
| 8 – DAS GESPRÄCH JESU MIT PETRUS       |                                     |        |                    |                                                                                   |                                                                     |                                                |
| 78                                     | Evangelist                          | d-Moll | 4/4                | Als sie gegessen hatten, sagte Jesus zu Simon Petrus:                             | Tenor, Violoncello, Orgel                                           | Text: Joh 21,15                                |
| 79                                     | Evangelist, Jesus und Petrus        | d-Moll | 2/2                | Simon, Sohn des Johannes, liebst du mich mehr als diese?                          | Tenor, Bariton, Bass, Fagotte, Streichquintett, Orgel               | Text: Joh 21,15                                |
| 80                                     | Jesus                               | F-Dur  | 2/2                | Weide meine Schafe! Amen, amen, das sage ich dir                                  | Bariton, Streichquintett, Orgel                                     | Text: Joh 21,17-18                             |
| 81                                     | Evangelist                          | g-Moll | 4/4                | Das sagte Jesus, um anzudeuten, durch welchen Tod er Gott verherrlichen würde     | Tenor, Violoncello, Orgel                                           | Text: Joh 21,19                                |
| 82                                     | Jesus                               | C-Dur  | 2/2                | Folge mir nach!                                                                   | Bariton, Streichquintett, Orgel                                     | Text: Joh 21,19                                |
| 83                                     | Evangelist                          | C-Dur  | 4/4                | Petrus wandte sich um und sah, wie Johannes Jesus folgte                          | Tenor, Violoncello, Orgel                                           | Text: Joh 21,20                                |
| 84                                     | Petrus                              | g-Moll | 2/2                | Herr, was wird denn mit ihm?                                                      | Bass, Fagotte, Kontrabass, Orgel                                    | Text: Joh 21,21                                |
| 85                                     | Jesus                               | G-Dur  | 2/2                | Wenn ich will, dass er bis zu meinem Kommen bleibt, was geht das dich an?         | Bariton, Streichquintett, Orgel                                     | Text: Joh 21,22                                |
| 86                                     | Evangelist                          | G-Dur  | 4/4                | Da verbreitete sich unter den Brüdern die Meinung                                 | Tenor, Violoncello, Orgel                                           | Text: Joh 21,23                                |
| 87                                     | Jesus                               | D-Dur  | 4/4                | Mir ist alle Macht gegeben                                                        | Bariton, Streichquintett, Orgel                                     | Text: Mt 28,18                                 |
| 88                                     | Evangelist und Chor                 | g-Moll | 2/2, 3/4, 3/2, 6/4 | Seht, ich enthülle euch ein Geheimnis                                             | Tenor, Chor, Orchester                                              | Text: 1 Kor 15,51                              |
| 9 – CHRISTI HIMMELFAHRT                |                                     |        |                    |                                                                                   |                                                                     |                                                |
| 89                                     | Evangelist                          | G-Dur  | 4/4                | Vor dem Tag, an dem Jesus in den Himmel aufgenommen wurde                         | Tenor, Violoncello, Orgel                                           | Text: Apg 1,2                                  |
| 90                                     | Jesus                               | G-Dur  | 2/2                | Geht nicht weg von Jerusalem, sondern wartet auf die Verheißung des Vaters        | Bariton, Streichquintett, Orgel                                     | Text: Apg 1,4                                  |
| 91                                     | Choral                              | e-Moll | 3/4                | Heilger Geist, der Leben schafft                                                  | Chor, Orchester                                                     | Text: Michael Stenov, 2017                     |
| 92                                     | Evangelist                          | a-Moll | 4/4                | Als sie nun beisammen waren, fragten sie ihn:                                     | Tenor, Violoncello, Orgel                                           | Text: Apg 1,6                                  |
| 93                                     | Chor der Apostel                    | C-Dur  | 2/2                | Herr, stellst du in dieser Zeit das Reich für Israel wieder her?                  | Männerchor, Fagott, Kontrafagott, Orge                              | Text: Apg 1,6                                  |
| 94                                     | Jesus                               | e-Moll | 2/2                | Euch steht es nicht zu, Zeiten und Fristen zu erfahren                            | Bariton, Streichquintett, Orgel                                     | Text: Apg 1,7                                  |
| 95                                     | Evangelist                          | G-Dur  | 4/4                | Nachdem Jesus, der Herr, dies zu ihnen gesagt hatte                               | Tenor, Violoncello, Orgel                                           | Text: Apg 1,9                                  |
| 96                                     | Zwei Engel                          | a-Moll | 2/2, 3/2           | Ihr Männer von Galiläa, was steht ihr da und schaut zum Himmel empor?             | 2 Tenöre, Trompeten, Orgel                                          | Text: Apg 1,11                                 |
| 97                                     | Choral                              | a-Moll | 2/2                | Christ fuhr gen Himmel                                                            | Chor, Orchester                                                     | Text: Crailsheim, 1480 Johann Leisentrit, 1567 |
| 98                                     | Evangelist                          | D-Dur  | 4/4                | Dann kehrten sie vom Ölberg in großer Freude nach Jerusalem zurück                | Tenor, Violoncello, Orgel                                           | Text: Apg 1,12                                 |
| 99                                     | Jesus                               | g-Moll | 2/2                | Erzählt niemand von dem, was ihr gesehen habt                                     | Bariton, Streichquintett, Orgel                                     | Text: Mt 17,9                                  |
| 100                                    | Evangelist und Chor                 | g-Moll | 2/2                | Und während Jesus betete, wurde er vor ihren Augen verwandelt                     | Chor, Orchester                                                     | Text: Mt 17,2 Lk 9,28                          |

## Aufnahmen
- DVD mit den Cantores Carmeli Linz, aufgenommen am 5. Mai 2018 in der Pfarrkirche St. Peter in Spallerhof, Linz
- Doppel-CD mit den Cantores Carmeli Linz, aufgenommen am 5. Mai 2018 in der Pfarrkirche St. Peter in Spallerhof, Linz